# Stazione meteorologica di Trapani Centro
La stazione meteorologica di Trapani Centro è la stazione meteorologica di riferimento relativa all'area urbana della città di Trapani.

## Coordinate geografiche
La stazione meteorologica si trova nell'Italia insulare, in Sicilia, nel comune di Trapani, a 2 metri s.l.m. e alle coordinate geografiche 38°01′N 12°30′E.

## Dati climatologici
In base alla media trentennale di riferimento 1961-1990, la temperatura media del mese più freddo, febbraio, si attesta a +11,5 °C; quella del mese più caldo, luglio, è di +25,9 °C .
| Trapani Centro     | Mesi | Mesi | Mesi | Mesi | Mesi | Mesi | Mesi | Mesi | Mesi | Mesi | Mesi | Mesi | Stagioni | Stagioni | Stagioni | Stagioni | Anno |
| Trapani Centro     | Gen  | Feb  | Mar  | Apr  | Mag  | Giu  | Lug  | Ago  | Set  | Ott  | Nov  | Dic  | Inv      | Pri      | Est      | Aut      | Anno |
| ------------------ | ---- | ---- | ---- | ---- | ---- | ---- | ---- | ---- | ---- | ---- | ---- | ---- | -------- | -------- | -------- | -------- | ---- |
| T. max. media (°C) | 14,8 | 14,6 | 16,5 | 19,4 | 22,4 | 26,9 | 30,0 | 29,6 | 27,1 | 22,8 | 18,9 | 16,1 | 15,2     | 19,4     | 28,8     | 22,9     | 21,6 |
| T. min. media (°C) | 8,3  | 8,4  | 10,0 | 11,4 | 14,4 | 18,4 | 21,7 | 21,9 | 19,9 | 16,6 | 13,0 | 10,2 | 9,0      | 11,9     | 20,7     | 16,5     | 14,5 |

## Temperature estreme mensili dal 1924 ad oggi
Nella tabella sottostante sono riportate le temperature massime e minime assolute mensili, stagionali ed annuali dal 1924 ad oggi, con il relativo anno in cui queste si sono registrate. La massima assoluta del periodo esaminato di +41,8 °C risale al giugno 1982, mentre la minima assoluta di 0,0 °C è del dicembre 1988.
| Trapani (1924-2023)   | Mesi              | Mesi        | Mesi              | Mesi        | Mesi              | Mesi        | Mesi        | Mesi        | Mesi        | Mesi        | Mesi              | Mesi        | Stagioni | Stagioni | Stagioni | Stagioni | Anno |
| Trapani (1924-2023)   | Gen               | Feb         | Mar               | Apr         | Mag               | Giu         | Lug         | Ago         | Set         | Ott         | Nov               | Dic         | Inv      | Pri      | Est      | Aut      | Anno |
| --------------------- | ----------------- | ----------- | ----------------- | ----------- | ----------------- | ----------- | ----------- | ----------- | ----------- | ----------- | ----------------- | ----------- | -------- | -------- | -------- | -------- | ---- |
| T. max. assoluta (°C) | 23,0 (1997)       | 24,2 (2014) | 28,8 (1981)       | 35,1 (1999) | 36,9 (2006)       | 41,8 (1982) | 40,5 (1973) | 40,0 (1941) | 39,3 (2011) | 36,0 (2000) | 28,8 (1948)       | 24,7 (1932) | 24,7     | 36,9     | 41,8     | 39,3     | 41,8 |
| T. min. assoluta (°C) | 1,0 (1926 e 1981) | 0,2 (1992)  | 0,1 (1932 e 1949) | 0,7 (2015)  | 7,0 (1925 e 1953) | 10,3 (2016) | 12,7 (1948) | 10,6 (2016) | 12,2 (1929) | 9,0 (2011)  | 5,0 (1954 e 1955) | 0,0 (1988)  | 0,0      | 0,1      | 10,3     | 5,0      | 0,0  |